# Toyota Corolla E11

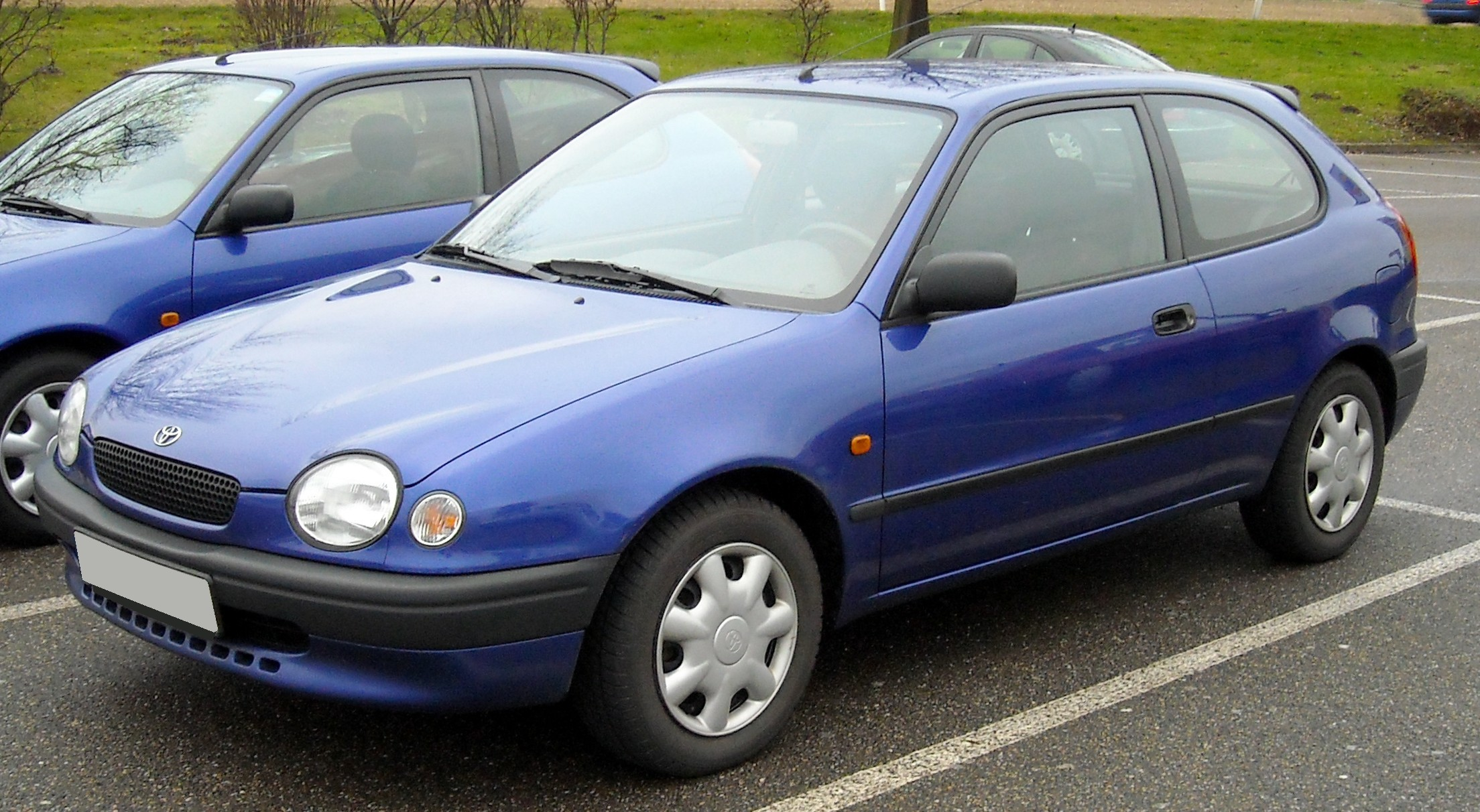
Achtste generatie Corolla (voor de facelift)

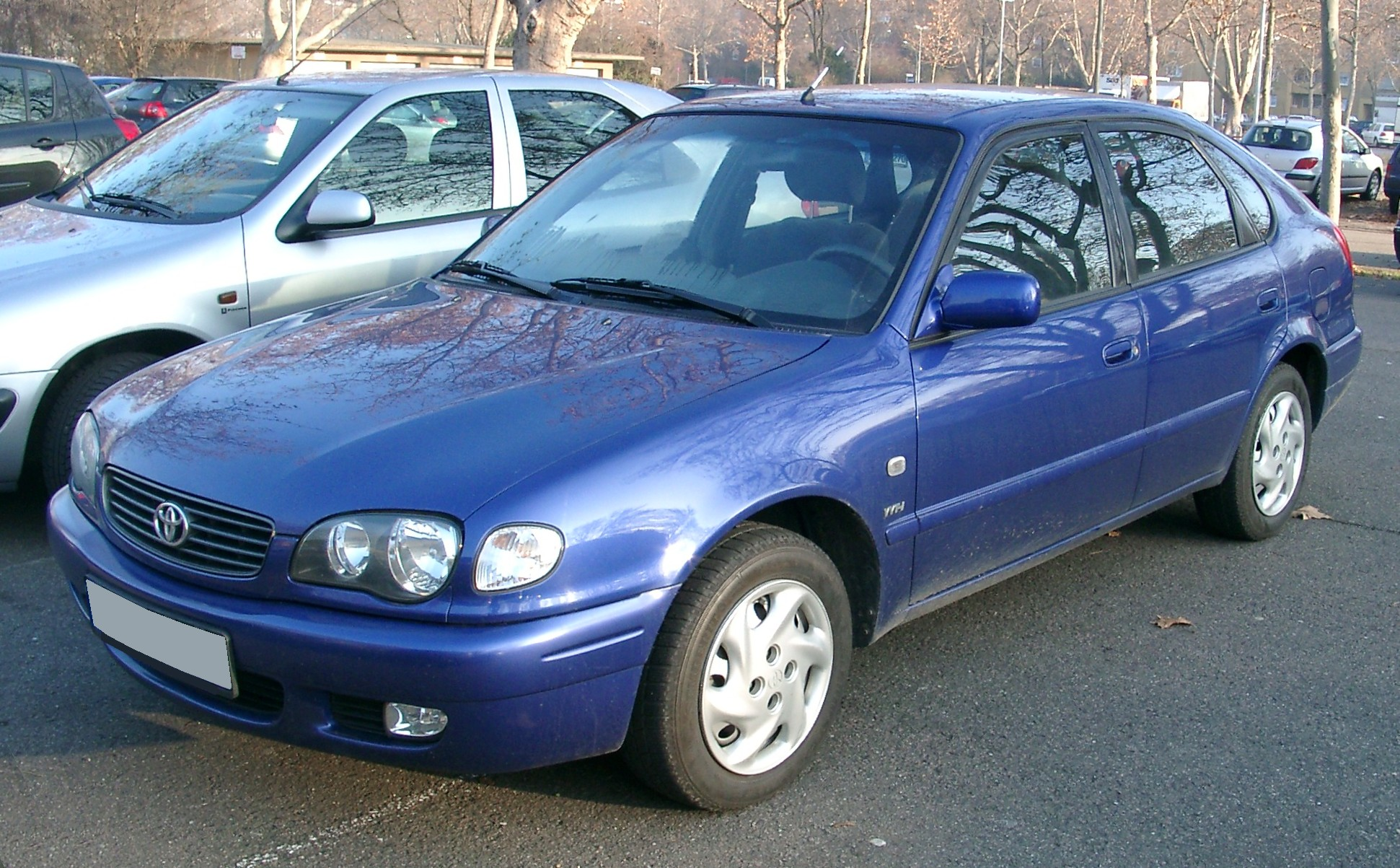
Achtste generatie Corolla (na de facelift)

De Toyota Corolla E11 is de achtste generatie van dit automodel. Deze generatie werd geïntroduceerd in mei 1995, en kwam in 1997 naar Nederland. Technisch was deze generatie weinig vernieuwend en nagenoeg gelijk aan zijn voorganger, de Toyota Corolla E10. Voor wat betreft de styling werd het roer helemaal omgegooid. Opvallend waren onder andere de grote ronde koplampen, het kleurige interieur, de grote achterlichten van de liftback en stationwagon en de naamgeving van de uitrustingsniveaus. Deze bestonden uit de Linea Sol, Linea Terra en Linea Luna. De hatchback was niet langer als 5-deurs verkrijgbaar, maar dat werd gecompenseerd door de liftback een stuk scherper te prijzen dan z’n voorganger.
De Toyota Corolla E12 volgde dit model op.

## Motorengamma
Doordat de E11 niet veel verschilde van zijn voorganger, was ook het motorengamma hetzelfde aan het E10 model. Na de facelift in 2000 echter, werd dit rigoureus omgegooid. De benzinemotoren werden vervangen door de 4ZZ-FE en 3ZZ-FE VVT-i. Dit waren benzinemotoren met variabele kleptiming, deze techniek zorgt voor een zuinig karakter bij lage toerentallen en relatief veel vermogen bij hogere toerentallen.
Vanwege de milieueisen werd de tweeliter dieselmotor vervangen door de 1,9 liter diesel van Peugeot. Deze motor staart bekend als type WZE110. Aanvullend werd ook de tweeliter 1CFD-FTV diesel van 90 pk geleverd, een moderne dieselmotor met turbo- en commonrail techniek.  
| Benzine   | Benzine    | Benzine   | Benzine        |
| Motorcode | Slagvolume | Cilinders | Vermogen       |
| --------- | ---------- | --------- | -------------- |
| 4E-FE     | 1331 cm³   | 4         | 63 kW (86 PK)  |
| 4ZZ-FE    | 1398 cm³   | 4         | 71 kW (97 PK)  |
| 3ZZ-FE    | 1598 cm³   | 4         | 81 kW (110 PK) |
| 4A-FE     | 1587 cm³   | 4         | 81 kW (110 PK) |
| 7A-FE     | 1762 cm³   | 4         | 81 kW (97 PK)  |
| Diesel    |            |           |                |
| DW8       | 1868 cm³   | 4         | 51 kW (69 PK)  |
| 2C-E      | 1974 cm³   | 4         | 53 kW (72 PK)  |
| 1CD-FTV   | 1995 cm³   | 4         | 66 kW (90 PK)  |

## G6 en G6R
Topmodel van de achtste generatie was de G6. Deze uitvoering kon gekozen worden in combinatie met de 4E-FE of 4A-FE benzinemotoren. De G6 was o.a. uitgerust met een zesversnellingsbak, centrale vergrendeling, meegespoten bumpers, speciale grille, mistlampen voor, gekleurde deurgrepen, flankbescherming, elektrisch bedienbare ramen voor, honingraat meters met rode wijzers, metalen pookknop en elektrisch bedienbare buitenspiegels in kleur.
Toen Carlos Sainz in 1998 met de Corolla WRC net niet het WRC kampioenschap won, besloot Toyota een speciale editie van de G6 uit te brengen, de G6R. Van de G6R zijn slechts 200 exemplaren geleverd in Nederland, 125 met airconditioning en 75 zonder. De G6R was alleen leverbaar in zwart metallic (Satin black). Het verschil met de normale G6 zijn de toepassing van in kleur gespoten G6 voorspoiler, side skirts, 195/55R15 banden, 15' lichtmetalen velgen, schijfremmen rondom met ABS, stugger onderstel, aluminium motorkap en rode gordels. De G6R is alleen geleverd in Nederland, Duitsland en het Verenigd Koninkrijk.